# يوليا إندرز
جوليا إندرز (بالألمانية: Giulia Enders)‏ هي كاتِبة ألمانية، ولدت في 1990 في مانهايم في ألمانيا.

## وصلات خارجية
- يوليا إندرز على موقع IMDb (الإنجليزية)
- يوليا إندرز على موقع ميوزك برينز (الإنجليزية)